# معلوماتية نفسية
المعلوماتية النفسية (بالإنجليزية: Psychoinformatics)‏ تعد مجالًا ناشئًا متعدد التخصصات يستخدم مبادئ من علم الحاسوب لاكتساب وتنظيم وتوليف البيانات التي جُمِعَت من علم النفس للكشف عن المعلومات حول الصفات النفسية مثل: الشخصية والمزاج.
اعتمد علم النفس تاريخيًا على التجارب والاستبيانات من أجل جمع البيانات. تواجه هذه الطرق العديد من العيوب، وهي أن التجارب غالبًا ما تتكون من كمية صغيرة من المستخدمين (الذين يجب أن يكونوا محفزين للمشاركة)، كما أن الاستبيانات والمقابلات التي يتم الإبلاغ عنها ذاتياً تخضع للتحيز والذاكرة غير الموثوقة. تحل المعلوماتية النفسية هذه المشكلات عن طريق تخزين البيانات الضخمة المتعلقة بعلم النفس (مثل الاتصالات على الهواتف الذكية أو مواقع التواصل الاجتماعي على الانترنت) ومن ثم استخراج البيانات للحصول على المعلومات النفسية ذات الصلة.